# Kuća Domančić u Hvaru
Kuća Domančić u gradiću Hvaru, ul. Marije Maričić 9, zaštićeno kulturno dobro.

## Opis dobra
Gotička dvokatna uglovnica izgrađena u XV. stoljeću u Grodi. Jedna je od rijetkih manjih kuća 15. stoljeća čija je unutrašnjost sačuvana. U prizemlju ima uska vrata za ulaz u stambeni dio kuće na katu i velika gospodarska vrata za pristup vinskom podrumu. Glavno južno pročelje s biforom na katu je otvoreno ulici čime je naglašen piano nobile. Otvori glavnog pročelja su asimetrično komponirani.

## Zaštita
Pod oznakom Z-6674 zavedena je kao nepokretno kulturno dobro - pojedinačno, pravna statusa zaštićena kulturnog dobra, klasificirano kao "stambene građevine".